# Hughes Aircraft

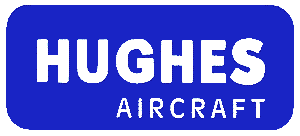
Hughes Aircraft logo.

Hughes Aircraft Company var ett ledande amerikanskt företag inom rymd- och försvarsindustrin. Företaget grundades 1932 av Howard Hughes i Culver City, Kalifornien. Företaget såldes 1985 till General Motors, som i sin tur sålde tillgångarna i företaget till Raytheon Company 1997. Företaget är främst känt för att ha byggt kommunikationssatelliter, vädersatelliter samt rymdfarkoster, såsom Surveyor 1 och mätsonden till rymdsonden Galileo.